# Zasłonak deszczowy
Zasłonak deszczowy (Thaxterogaster pluvius (Fr.) Niskanen & Liimat.) – gatunek grzybów należący do rodziny zasłonakowatych (Cortinariaceae).

## Systematyka i nazewnictwo
Pozycja w klasyfikacji według Index Fungorum: Thaxterogaster, Cortinariaceae, Agaricales, Agaricomycetidae, Agaricomycetes, Agaricomycotina, Basidiomycota, Fungi.
Po raz pierwszy opisał go w 1821 r. Elias Fries nadając mu nazwę Agaricus pluvius. Ten sam autor w 1838 r. przeniósł go do rodzaju Cortinarius. W 2022 r. Tuula Niskanen i Kare Liimatainen przenieśli go do rodzaju Thaxterogaster
Synonimy:
- Agaricus pluvius Fr. 1821
- Cortinarius pluvius (Fr.) Fr. 1838
- Gomphos pluvius (Fr.) Kuntze 1891
- Myxacium pluvium (Fr.) P. Kumm. 1871
- Myxacium pluvium var. gracile Killerm. 1930[2].

Polską nazwę podał Andrzej Nespiak w 1975 r. Jest niespójna z aktualną nazwą naukową.

## Morfologia
Kapelusz
Średnica 1–4 cm, początkowo półkulisty, potem łukowaty, w końcu płasko rozpostarty, zwykle z niskim garbem. Brzeg wąski, białawy, lekko prązkowany. Powierzchnia gładka o barwie od żółtej do żółtobrązowej, na środku zwykle ciemniejsza. Jest nieco higrofaniczny; w stanie suchym blaknie i staje się białawy. Zasnówka biała.
Blaszki
Początkowo białe, później żółtobrązowe.
Trzon
Wysokość 3–6 (8) cm, grubość 0,4–0,7 cm, cylindryczny lub pałkowaty. W młodych owocnikach biały i śluzowaty, potem żółknący.
Miąższ
Białawy lub żółtawy. Zapach niewyraźny, lekko rzodkiewkowy lub jodoformowy. Skórka kapelusza w smaku jest gorzka.
Cechy mikroskopowe
Zarodniki eliptyczne, 6,5–8 × 4,5–5,5 µm, lekko brodawkowate.

## Występowanie i siedlisko
Znane jest występowanie Cortinatius pluvius w niektórych krajach Europy oraz w USA i Kanadzie. Do 2003 r. znane było tylko jedno jego stanowisko w Polsce. Podał je Faliński i in. w Białowieskim Parku Narodowym w 1997 r. Władysław Wojewoda, który przytoczył to stanowisko dodaje uwagę, że rozprzestrzenienie i stopień zagrożenia tego gatunku w Polsce nie są znane. Nowsze stanowiska podaje internetowy atlas grzybów. Zaliczony w nim jest do gatunków rzadkich i wartych objęcia ochroną.
Naziemny grzyb mykoryzowy. Rośnie od sierpnia do października w lasach iglastych (sosna, świerk, jodła) i liściastych (brzoza). Preferuje gleby kwaśne i piaszczyste.